# Protein-glutamatna metilsteraza
Protein-glutamatna metilsteraza (EC 3.1.1.61, metilsteraza specifična za hemotaksu, metil prihvatajući hemotaksni protein metil-esteraza, CheB metilsteraza, metilsteraza CheB, protein metil-esteraza, protein karboksil metilsteraza, PME, protein metilsteraza, protein--glutamat-5-O-metil-estar acilhidrolaza) je enzim sa sistematskim imenom protein--glutamat-O5-metil-estar acilhidrolaza. Ovaj enzim katalizuje sledeću hemijsku reakciju
protein -glutamat O5-metil estar + H2O {\displaystyle \rightleftharpoons } protein -glutamat + metanol
Ovaj enzim hidrolizuje produkte enzima EC 2.1.1.77 (protein-L-izoaspartat(D-aspartat) O-metiltransferaza), EC 2.1.1.78 (izoorientin 3'-O-metiltransferaza), EC 2.1.1.80 (protein-glutamat O-metiltransferaza) i EC 2.1.1.100 (protein-S-izoprenilcistein O-metiltransferaza).

## Literatura
- Nicholas C. Price; Lewis Stevens (1999). Fundamentals of Enzymology: The Cell and Molecular Biology of Catalytic Proteins (Third изд.). USA: Oxford University Press. ISBN 019850229X.
- Eric J. Toone (2006). Advances in Enzymology and Related Areas of Molecular Biology, Protein Evolution (Volume 75 изд.). Wiley-Interscience. ISBN 0471205036.
- Branden C; Tooze J. Introduction to Protein Structure. New York, NY: Garland Publishing. ISBN 0-8153-2305-0.
- Irwin H. Segel. Enzyme Kinetics: Behavior and Analysis of Rapid Equilibrium and Steady-State Enzyme Systems (Book 44 изд.). Wiley Classics Library. ISBN 0471303097.
- William P. Jencks (1987). Catalysis in Chemistry and Enzymology. Dover Publications. ISBN 0486654605.

## Spoljašnje veze
- Protein-glutamate+methylesterase на 